# Kirche Hl. Sava (Velika Vrbica)
Die Kirche Hl. Sava (serbisch: Црква Светог Саве, Crkva Svetog Save) ist eine Serbisch-orthodoxe Kirche im Dorf Velika Vrbica in Ostserbien.
Die von 2002 bis 2007 erbaute Kirche ist dem serbischen Nationalheiligen, dem ersten Erzbischof und dem Erleuchter des serbischen Volkes, Hl. Sava von Serbien geweiht. Sie ist die Pfarrkirche der Pfarrei und Kirchengemeinde Velika Vrbica im Dekanat Ključ, der Eparchie Timok der Serbisch-Orthodoxen Kirche.

## Lage
Die Kirche Hl. Sava steht im umzäunten Kirchhof im Dorfzentrum von Velika Vrbica, einem Dorf der Opština Kladovo im Okrug Bor im äußersten Ostserbien an der Grenze zum östlichen Nachbarland Rumänien. Die Staatengrenze wird hier vom Fluss Donau gestellt.
Unweit der Kirche Hl. Sava steht die ältere Kirche Hl. Erzengel Michael aus dem Jahre 1901.

## Geschichte
Die erste dokumentierte Kirche im Dorf ist eine 1820 erbaute Holzkirche. Diese musste zu Anfang des 20. Jahrhunderts wegen Baufälligkeit abgerissen werden. 1901 wurde die dem Hl. Erzengel Michael geweihte Kirche erbaut.
Zu Anfang des 21. Jahrhunderts begann man im Dorfzentrum nahe der alten Kirche, mit dem Bau der größeren und geräumigeren Kirche Hl. Sava. Die Dorfbewohner begrüßten die Idee zum Kirchenbau sehr und die Kirche wurde durch die Spenden der Dorfbevölkerung und der Mesne zajednice Velika Vrbica (lokale Gemeinschaft Velika Vrbica) erbaut. Einen großen Einfluss zum Kirchenbau hatte der damalige Pfarrpriester von Velika Vrbica, der Erzpriester Zoran Radenković.
Mit dem Bau der Kirche wurde im Jahre 2002 begonnen. Der Kirchenbau dauerte fünf Jahre und war 2007 fertiggestellt. Und am 2. August 2007, dem Feiertag des Hl. Propheten Elija wurde die Kirche Hl. Sava vom damaligen Bischof der Eparchie Timok und jetzigen Bischof der Eparchie Žiča, Justin Stefanović feierlich eingeweiht. Zu diesem festlichen Anlass versammelte sich eine große Anzahl von Gläubigen aus dem Dorf, der Gemeindehauptstadt Kladovo und der umliegenden Dörfer.
Zur Pfarrei Velika Vrbica gehören die drei Dörfer Velika Vrbica, Mala Vrbica und Rtkovo. Derzeitiger Pfarrpriester ist Milan Janković, zuvor dienten in der Pfarrei Samoilo Šergić und Zoran Radenković.

## Architektur
Die einschiffige Kirche mitsamt Gewölbe ist ein verlängertes Trikonchos mit einer halbrunden Altar-Apsis im Osten, kleinen Seitenchören und im Westen über dem kleinen Narthex erhebt sich ein zweigeschossiger Kirchturm mitsamt Zwiebelkuppel. Die Länge der Kirche beträgt 23 und die Breite neun Meter. Der Haupteingang mitsamt kleinem Eingangsportal befindet sich im Westen und ein kleiner Seiteneingang befindet sich an der Südseite.
Die Ikonostase besteht aus Eichenholz und ist mit Holzschnitzereien verziert, und die Ikonen wurden im byzantinischen Stil von den Nonnen der Ikonenmalerei des Dreifaltigkeitsklosters bei Gornja Kamenica in der Nähe von Knjaževac gemalt. Die Kirche wurde 2004 ebenfalls mit künstlerisch wertvollen Fresken im byzantinischen Stil bemalt. Die Ikonostase ist drei Meter hoch und acht Meter breit. Sie ist ein Werk von Miroslav Trbusić, einem Holzschnitzer aus der zentralserbischen Großstadt Kragujevac.